# Lithgow (stad)

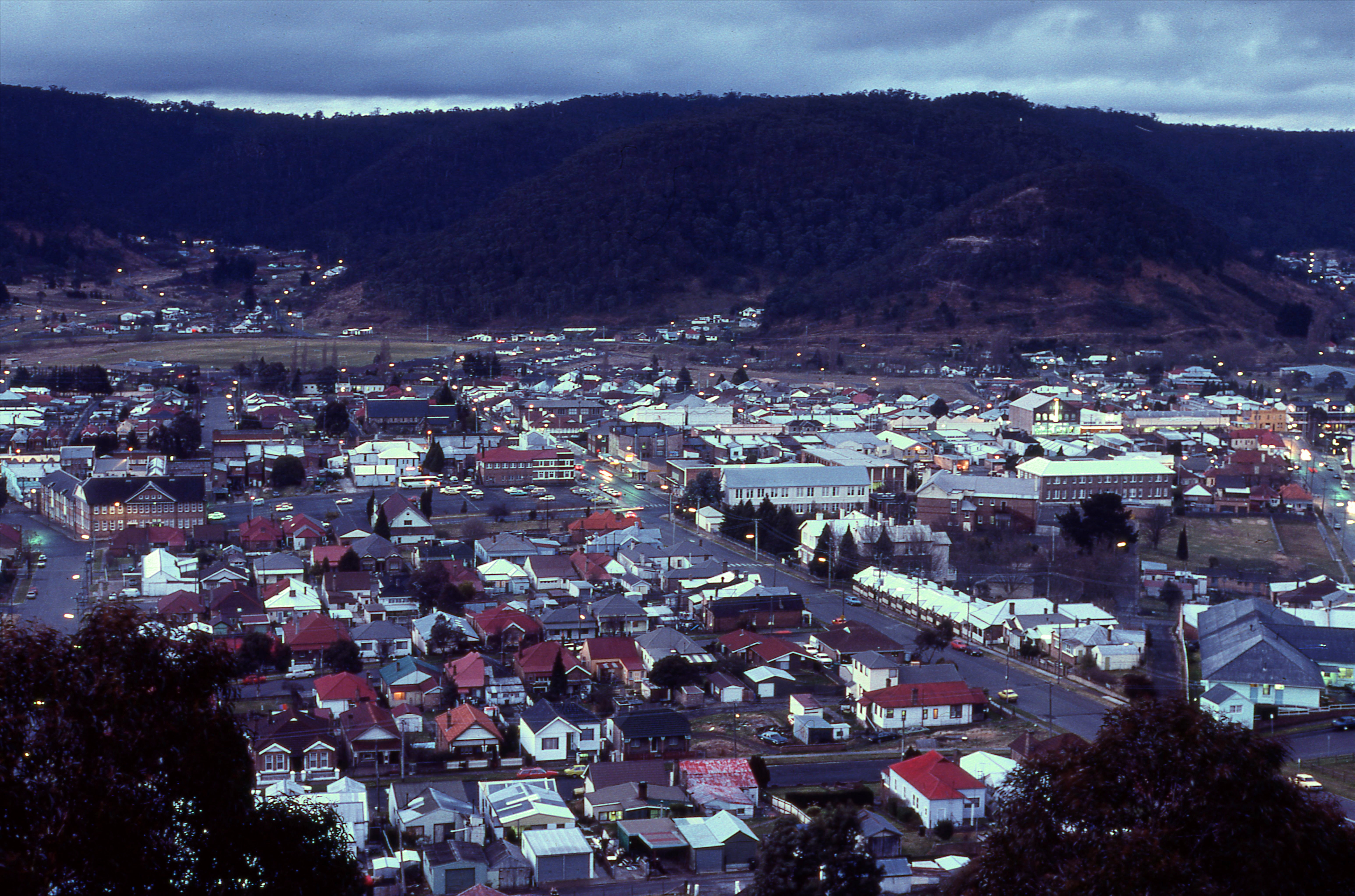
Lithgow bij zonsondergang in 1989

Lithgow is een stad in de Australische deelstaat New South Wales. De stad ligt ongeveer 150 km ten westen van Sydney. Het is de hoofdplaats van het lokale bestuursgebied City of Lithgow. In juni 2018 werd het aantal inwoners van Lithgow geschat op 12.973.

## Omgeving
De stad ligt aan de westrand van het zandsteenlandschap van de Blue Mountains. In de directe omgeving liggen het oude mijnbouwgehucht Vale of Clywydd en het fameuze staal-dorp Oakey Park, te midden van uitgestrekte staatsbossen. 60 km naar het westen ligt de volgende stad, Bathurst.

## Geschiedenis

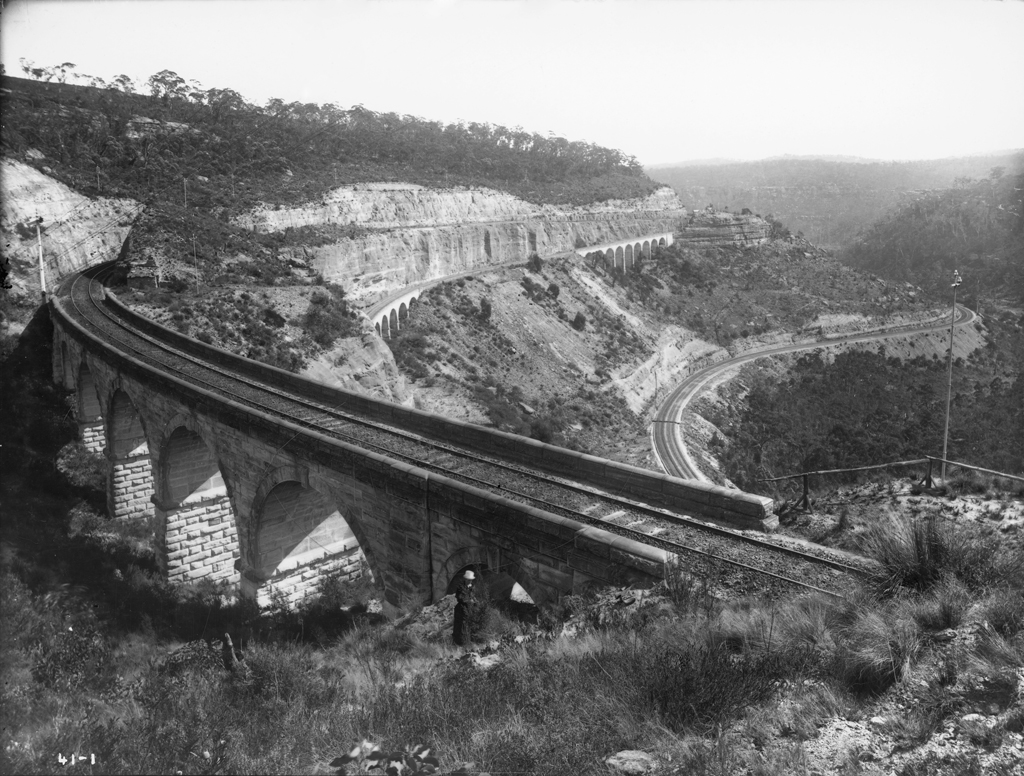
Zig Zag Railway

Het bergachtige terrein van de Blue Mountains en de kosten voor het aanleggen van lange tunnels vereisten de bouw van de Great Zig Zag-spoorweg (1866-1869). Deze lijn is in 1869 geopend en eindigde toen bij Bowenfels, ten westen van de plaats Lithgow; station Lithgow werd pas in 1877 geopend. Na vier decennia verving men deze spoorlijn door modernere technische methoden, waaronder tien tunnels. De Zig Zag is sindsdien uitgegroeid tot een populaire toeristische attractie. Door de industrialisatie tussen 1860 en 1870 bloeide de stad Lithgow in de daarop volgende jaren op. In 1889 kreeg zij de status van gemeente.

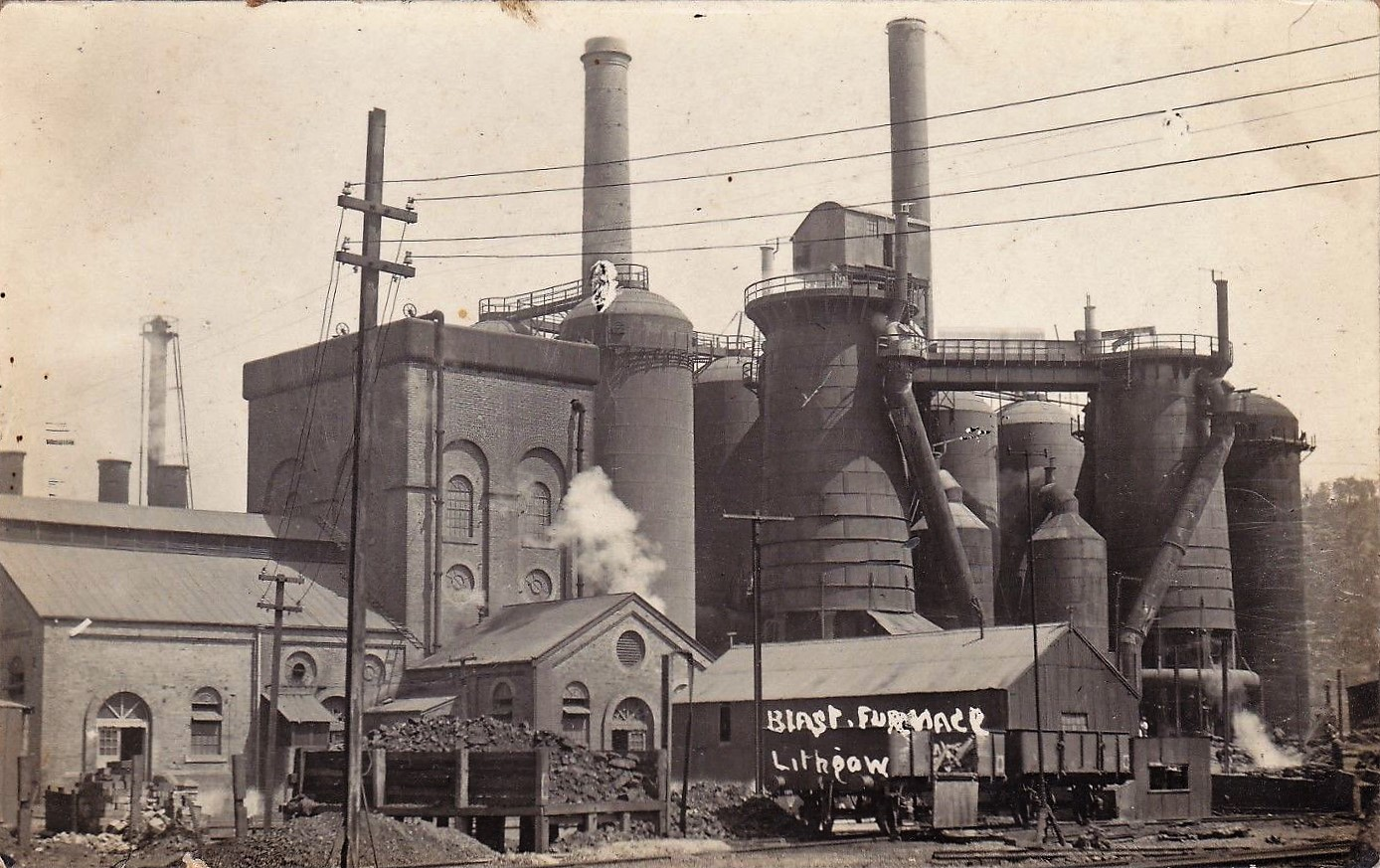
Blast furnace, opgericht door William Sandford in 1886. Deze eerste ijzer en staal hoogovens in Australia, bleven tot 1928 in bedrijf.

De stad Lithgow vormt het centrum van een mijndistrict en er is een kolencentrale in de buurt. Op deze plek verrees de eerste commercieel levensvatbare staalfabriek van Australië. De ruïnes daarvan kunnen worden bezocht in "Blast Furnace Park". De overvloed aan kolen en de relatieve nabijheid van Sydney leidde tot de bouw van twee van de grootste elektriciteitscentrales van New South Wales in de omgeving van Lithgow.

## Toeristische attracties
Lithgow grenst aan een aantal nationale parken en ligt ook dicht bij de Jenolan Caves, die tot het UNESCO werelderfgoed behoren.
Naast de Zig Zag Railway bevinden zich er de Glow Worm Tunnel en Glen Davis in de Capertee Valley, de op een na grootste kloof ter wereld.
Het populairste evenement in Lithgow is Ironfest, dat jaarlijks druk bezocht wordt. Aan het gelieerde St George's Day Jousting-toernooi nemen mensen van over de hele wereld deel. Het festival heeft ook een re-enactment van de koloniale strijd, the Battle of Lithgow; deelnemers dragen daarin authentieke 19e-eeuwse militaire kleding.
De zaterdagwedstrijden en de Lithgow Golden Muzzle (in december) van de Lithgow Greyhound Racing Club trekken ook veel toeristen.

### Musea
- Lithgow Small Arms Factory Museum
- Eskbank House Museum

## Bekende inwoners
- Edward Bede Clancy, kardinaal
- Joseph Cook, premier
- Marjorie Jackson, atlete en gouverneur van Zuid-Australië
- Stephen Laybutt, voetballer
- Leon Morris, hoogleraar theologie